# Jean-Christophe Grangé
Jean-Christophe Grangé ((Boulogne-Billancourt, 15 juli 1961) is een Frans auteur van thrillers.
Naast auteur is hij journalist en scenarioschrijver.